# Baschiria
La Baschiria (in russo Башкортостан?, Baškortostan o Башкирия, Baškirija; in baschiro: Башҡортостан, Başqortostan), o Repubblica dei Baschiri (in russo Республика Башкортостан?, Respublika Baškortostan, in baschiro Башҡортостан Республикаһы, Başqortostan Respublikahı) è una repubblica della Federazione Russa, appartenente al distretto federale del Volga, comprendente parte degli Urali meridionali e delle pianure adiacenti. La sua capitale è Ufa.

## Geografia fisica
Si estende su una superficie di 143600 km² e ha una popolazione di circa 4 milioni di abitanti. Si estende ad ovest degli Urali ed è coperta da grandi foreste.

### Economia
Le risorse principali della repubblica sono i giacimenti di petrolio e di minerali di ferro, manganese, rame ed oro, e perciò sono particolarmente sviluppate le industrie metallurgiche, chimiche, alimentari e del legno. L'agricoltura si basa principalmente sui cereali, mentre abbastanza sviluppato è l'allevamento dei cavalli.

### Fiumi
In Baschiria ci sono oltre 13 000 fiumi, di cui molti fanno parte del sistema di trasporto di acque profonde della Russia europea e forniscono accesso ai porti del Mar Baltico e del Mar Nero.
I maggiori fiumi sono:
- Belaja (Agidel) (1430 km)
- Ufa (918 km)
- Sakmara (760 km)
- Ik (571 km)
- Dëma (556 km)
- Aj (549 km)
- Jurjuzan' (404 km)
- Bystryj Tanyp (345 km)
- Sim (239 km)
- Nuguš (235 km)
- Tanalyk (225 km)
- Zilim (215 km)
- Sjun' (209 km)

### Laghi
Nella repubblica ci sono 2 700 laghi e bacini idrici, tra i cui principali sono:
- Lago Aslikul' (23,5 km²)
- Lago Kandrykul' (15,6 km²)
- Bacino di Pavlovka (120,0 km²)

### Montagne

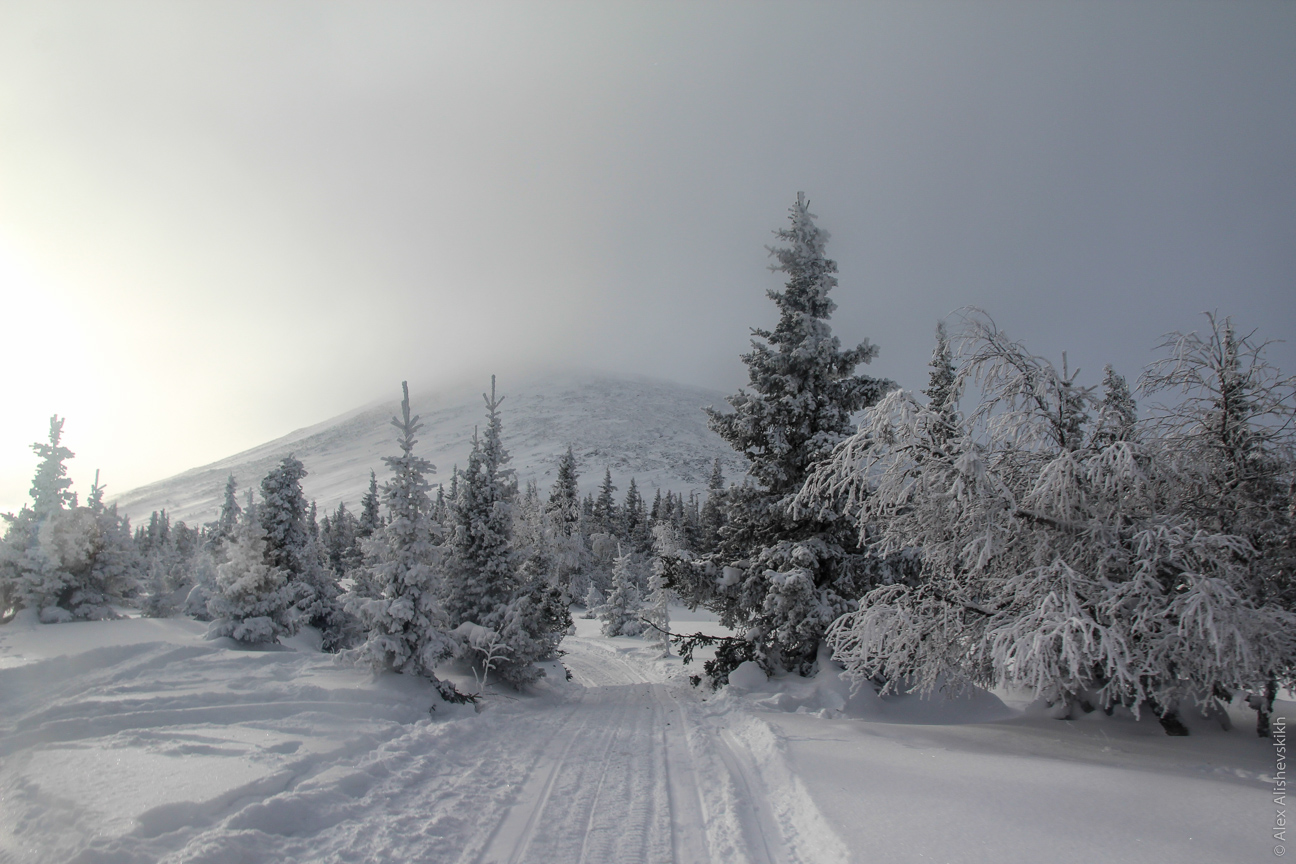
Monte Iremel'

La repubblica di Baschiria contiene parte degli Urali meridionali, che si estendono dal confine settentrionale a quello meridionale, e comprende parte dell'altopiano della Ufa. Le montagne più alte sono:
- Monte Jamantau (1638 m)
- Monte Iremel' (1589 m)

## Città principali
La capitale Ufa, sul fiume Belaja è un notevole porto fluviale con industrie alimentari, metalmeccaniche, metallurgiche, chimiche, petrolchimiche, elettrotecniche, calzaturiere e del legno. Ufa ha anche una nota università e un aeroporto.
Altre città importanti sono:
- Sterlitamak (277 000 abitanti), 110 km a sud di Ufa alle falde sud-occidentali degli Urali meridionali, importante nodo ferroviario
- Beloreck (65 000 abitanti), 150 km SE di Ufa sul fiume Belaja, nota per le miniere di carbone, pirite, rame, manganese e magnesio
- Išimbaj (64 000 abitanti)
- Blagoveščensk (35 500 abitanti)

## Geografia antropica

### Suddivisioni amministrative
La divisione amministrativa di secondo livello della Repubblica della Baschiria è costituita da 54 rajon (distretti) e 21 città (circondari urbani) sotto la giurisdizione della oblast'.

#### Rajon
La Baschiria comprende 54 rajon (fra parentesi il capoluogo; sono indicati con un asterisco i capoluoghi non direttamente dipendenti dal rajon ma posti sotto la giurisdizione della oblast'):
- Abzelilovskij (Askarovo)
- Al'šeevskij (Raevskij)
- Archangel'skij (Archangel'skoe)
- Askinskij (Askino)
- Aurgazinskij (Tolbazy)
- Bajmakskij (Bajmak*)
- Bakalinskij (Bakaly)
- Baltačevskij (Starobaltačevo)
- Belebeevskij (Belebej*)
- Belokatajskij (Novobelokataj)
- Beloreckij (Beloreck*)
- Birskij (Birsk*)
- Bižbuljakskij (Bižbuljak)
- Blagovarskij (Jazykovo)
- Blagoveščenskij (Blagoveščensk*)
- Buzdjakskij (Buzdjak)
- Buraevskij (Buraevo)
- Burzjanskij (Starosubchangulovo)
- Čekmaguševskij (Čekmaguš)
- Chajbullinskij (Ak"jar)
- Čišminskij (Čišmy)
- Davlekanovskij (Davlekanovo*)
- Djurtjulinskij (Djurtjuli*)
- Duvanskij (Mesjagutovo)
- Ermekeevskij (Ermekeevo)
- Fëdorovskij (Fëdorovka)
- Gafurijskij (Krasnousol'skij)

- Iglinskij (Iglino)
- Iliševskij (Verchnejarkeevo)
- Išimbajskij (Išimbaj*)
- Janaul'skij (Janaul*)
- Kaltasinskij (Kaltasy)
- Karaidel'skij (Karaidel')
- Karmaskalinskij (Karmaskaly)
- Kiginskij (Verchnie Kigi)
- Krasnokamskij (Nikolo-Berëzovka)
- Kugarčinskij (Mrakovo)
- Kujurgazinskij (Ermolaevo)
- Kušnarenkovskij (Kušnarenkovo)
- Mečetlinskij (Bol'šeust'ikinskoe)
- Meleuzovskij (Meleuz*)
- Mijakinskij (Kirgiz-Mijaki)
- Miškinskij (Miškino)
- Nurimanovskij (Krasnaja Gorka)
- Salavatskij (Salavat*)
- Šaranskij (Šaran)
- Sterlibaševskij (Sterlibaševo)
- Sterlitamakskij (Sterlitamak*)
- Tatyšlinskij (Verchnie Tatyšly)
- Tujmazinskij (Tujmazy*)
- Ufimskij (Ufa)
- Učalinskij (Učaly*)
- Ziančurinskij (Isjangulovo)
- Zilairskij (Zilair)

#### Città

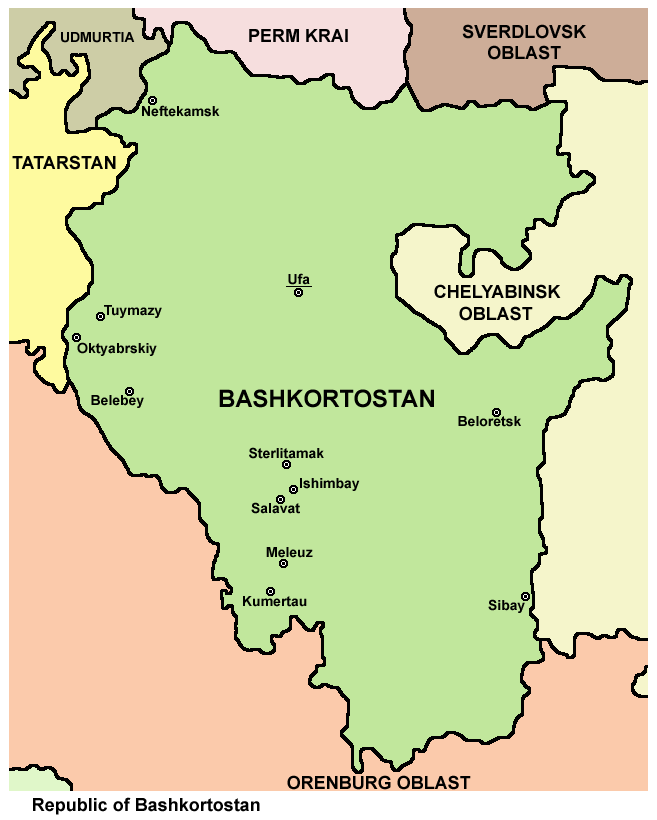

I centri abitati dell'oblast' che hanno lo status di città (gorod) sono 21, tutti posti sotto la diretta giurisdizione dell'oblast' e che costituiscono pertanto una divisione amministrativa di secondo livello):
- Agidel'
- Bajmak
- Belebej
- Beloreck
- Birsk
- Blagoveščensk
- Davlekanovo

- Djurtjuli
- Išimbaj
- Janaul
- Kumertau
- Meleuz
- Mežgor'e
- Neftekamsk

- Oktjabr'skij
- Salavat
- Sibaj
- Sterlitamak
- Tujmazy
- Učaly
- Ufa

#### Insediamenti di tipo urbano
I centri urbani con status di insediamento di tipo urbano sono 2:
- Čišmy
- Prijutovo